# Altrove (Diaframma)
Altrove è un EP dei Diaframma pubblicato nel 1983 da Contempo Records.

## Descrizione
Ne esiste una versione in vinile nero, una in tiratura limitata in vinile bianco ed una in edizione limitata e numerata in vinile blu.

## Tracce
Enter
1. Effetto notte
2. Pop art part 1
3. Pop art part 2

Ellen
1. Xaviera Hollander
2. Altrove

## Formazione
- Nicola Vannini - voce
- Federico Fiumani - chitarra
- Leandro Cicchi - basso
- Gianni Cicchi - batteria
- Maurizio Fasolo - sintetizzatore
- Arlo Bigazzi - Polymoog in Pop Art pt. 1, basso in Altrove